# Farola del Cap de l'Horta
La farola del Cap de l'Horta és un far del País Valencià situat al barri costaner alacantí del Cap de l'Horta. Està situat a l'extrem del barri adjacent amb el de Platja de Sant Joan.